# Тънкоклюн тъкач
Тънкоклюн тъкач (Ploceus pelzelni) е вид птица от семейство Ploceidae.

## Разпространение
Видът е разпространен в Ангола, Бурунди, Габон, Гана, Замбия, Камерун, Демократична република Конго, Република Конго, Кот д'Ивоар, Кения, Нигерия, Руанда, Сиера Леоне, Судан, Танзания, Того и Уганда.